# Volčji Potok
Volčji Potok je razloženo naselje v severozahodnem delu Posavskega hribovja v Občini Kamnik. Naselje ima staro gručasto jedro na robu rečne terase na levem bregu reke Kamniške Bistrice. 
Novejše hiše so večinoma ob cesti Radomlje - Kamnik. Tla v okolici so precej zamočvirjena.
Na vzhodnem robu naselja je Arboretum Volčji Potok s parkom, ki je nastal leta 1885. Razprostira se na površini 88 hektarov. V parku je bil grad z začetka 17. stoletja, ki je bil leta 1944 požgan. Starejši grad na gričku, prvič omenjen leta 1220, je bil razvalina že v Valvasorjevem času.
V naselju je cerkev sv. Ožbolta.

## Galerija
- Golf Volčji Potok